# Zakon sudnyj ljudem
Zakon sudnyj ljudem (Gesetzbuch für Laien) ist das älteste (erhaltene) slawische Gesetzbuch. Es ist in der altkirchenslawischen Sprache verfasst und enthält 32 Artikel mit zivil- und strafrechtlichen Vorschriften.

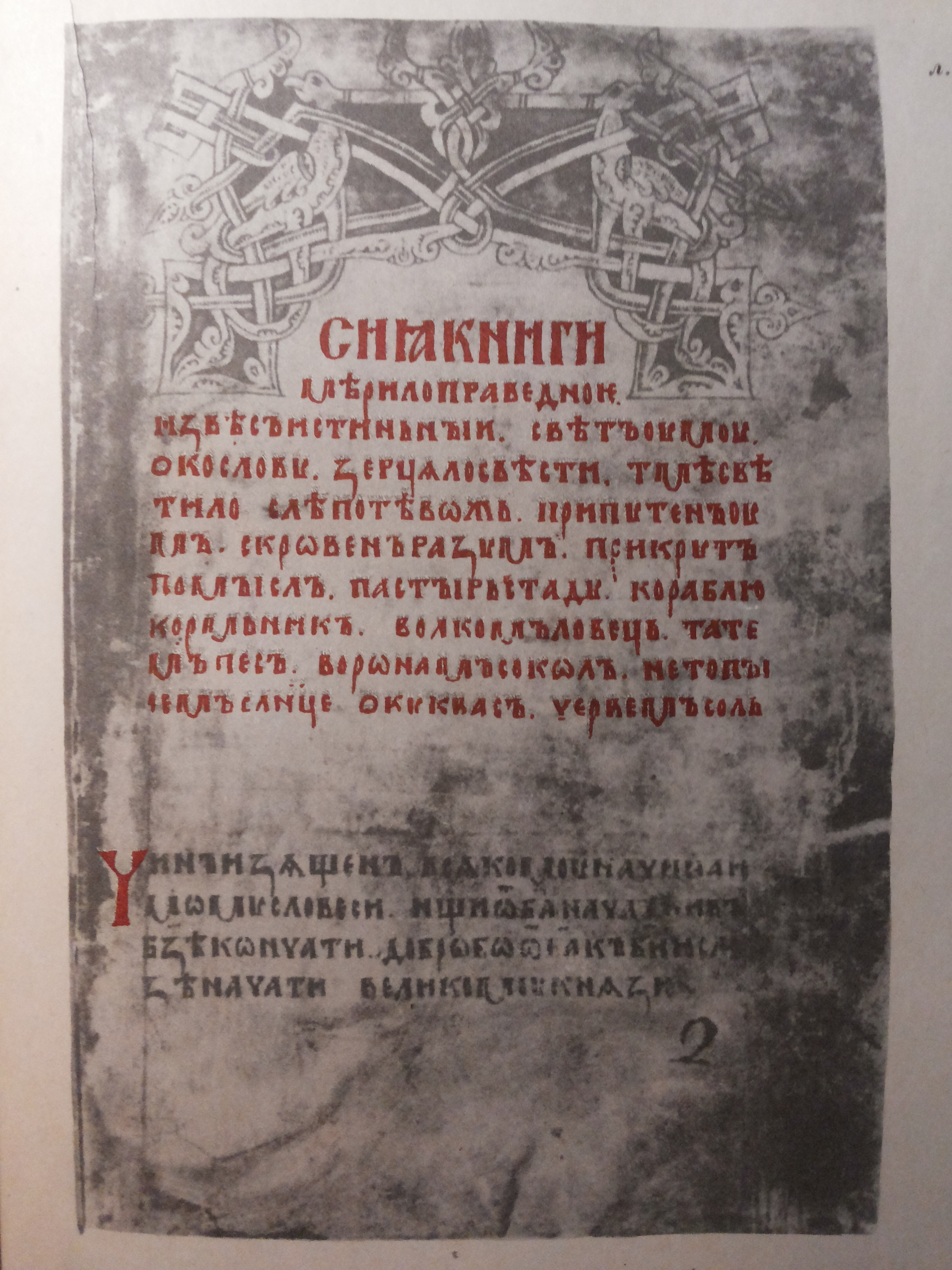
Seite aus der ältesten russischen Handschrift der Merilo Pravednoe

## Entstehung
Zakon sudnyj ljudem entstand in der zweiten Hälfte des 9. Jahrhunderts. Über den Ort gibt es unterschiedliche Ansichten. Einige Historiker halten es für das älteste bulgarische Gesetzbuch, geschrieben während der Herrschaft von Fürst Boris I., kurz nach der Annahme des Christentums (865), in Bulgarien. Andere halten Mähren für den Ursprungsort und hl. Kyrill und hl. Method für die Autoren. Für den mährischen Ursprung werden vor allem sprachliche Gründe angeführt.
Der Text ist in mehreren Handschriften aus dem 13. und 14. Jahrhundert erhalten, die bekannteste davon ist Novgorodskij spisok aus dem Jahr 1280 (Russland). Die einzelnen Handschriften unterscheiden sich in Umfang und Inhalt.

## Inhalt
Zakon sudnyj ljudem ist keine Sammlung von ursprünglich slawischen Rechtsvorschriften. Der überwiegende Teil des Textes beruht auf einer Übersetzung des 17. Kapitels der Ekloge, des byzantinischen Gesetzesbuches aus dem 8. Jahrhundert. Die Gesetze wurden aber angepasst und ergänzt für die slawischen Verhältnisse. Einige Vorschriften wurden aus dem weströmischen Recht übernommen. Drei Artikel – über die heidnischen Opfer, über den Eid und über die Zeugen – haben das mosaische Gesetz des Alten Testamentes zu Grundlage.
Der Hauptunterschied zur Ekloge besteht in der Milderung der körperlichen Strafen (Verstümmelungen) und ihren Ersatz durch Bußleistungen. Während z. B. die Ekloge für die Vergewaltigung einer Jungfrau an einem einsamen Ort das Abschneiden der Nase fordert (rhinokopie), fordert Zakon sudnyj ljudem nur eine Strafzahlung an das Mädchen.
Der Text von Zakon sudnyj ljudem ist lückenhaft und unsystematisch, möglicherweise soll er nur eine Ergänzung bestehender Rechtsvorschriften bilden.
Der erste Artikel stellt die heidnischen Opferriten und Gelübde unter Strafe. Gefordert wird: „Jedes Anwesen, in dem heidnische Opfer oder Gelübde durchgeführt werden, soll mit allem Eigentum der dortigen Herren an die Kirche Gottes übergeben werden. Diejenigen, die heidnische Opfer und Gelübde durchführen, sollen mit allem Eigentum verkauft und der Erlös an die Armen verteilt werden.“
Die Bestimmungen von Zakon sudnyj ljudem bieten einen guten Einblick in die soziale Struktur und den Entwicklungsstand der mährischen Gesellschaft in der zweiten Hälfte des 9. Jahrhunderts.